# 替诺立定
替诺立定（英语：Tinoridine）是一种有机化合物，化学式为C17H20N2O2S，它常以盐酸盐的形式存在。

## 合成与反应
替诺立定可由1-苄基-4-哌啶酮、硫和氰乙酸乙酯在三乙胺存在下反应制得。
它在乙醚-甲醇混合溶剂中和氯化氢反应，可以得到替诺立定盐酸盐。它和乙酸甲脒反应，可以得到5,6,7,8-四氢-7-苄基吡啶并[4',3':4,5]噻吩并[2,3-d]嘧啶-4(1H)-酮。